# تومن (واحد)
تومن (انگلیسی: Tumen) بخشی از سیستم اعشاری بود که مورد استفاده اقوام ترک مردمان ترک برای سازماندهی زندگی قبایل و ارتش‌های خود قرار گرفت. تومن یک واحد اجتماعی و نظامی است که شامل ۱۰٬۰۰۰ خانوار و سرباز است.